# Dziewięciokąt
Dziewięciokąt, znany też pod grecką nazwą nonagon – wielokąt, który ma dziewięć boków i przez to dziewięć kątów. Suma miar wszystkich kątów to 1260°.

## Dziewięciokątforemny

Dziewięciokąt foremny

Jego boki są jednakowej długości, a kąty – równe miary, konkretniej 140°. Jeśli bok ma długość {\displaystyle a,} to pole powierzchni wynosi:
{\displaystyle P={\frac {9}{4}}a^{2}\operatorname {ctg} {\frac {\pi }{9}}\approx 6{,}18182\cdot a^{2}.}
Nie jest możliwe skonstruowanie go za pomocą cyrkla i linijki bez podziałki.